# Francis Latham
Francis Latham, britanski general, * 1883, † 1958.